# SV Byfang
Der SV Byfang (offiziell: Sportverein 1919 Byfang e.V.) war ein Sportverein aus dem Essener Stadtteil Byfang. Die erste Fußballmannschaft spielte 13 Jahre in der höchsten niederrheinischen Amateurliga.

## Geschichte
Der Verein wurde am 17. August 1919 gegründet. Im Jahre 1927 gelang der Mannschaft der Aufstieg in die seinerzeit zweitklassige 2. Bezirksklasse Ruhr, aus der die Byfanger mit 1:27 Punkten wieder absteigen mussten. Nach der Machtergreifung der Nationalsozialisten im Jahre 1933 sollte der SVB mit einem anderen Verein zwangsfusionieren. Da die Byfanger dies ablehnten wurde der Verein zeitweilig von Meisterschaftsspielen ausgeschlossen. Gegen Ende des Zweiten Weltkrieges bildete der SVB mit einem namentlich nicht bekannten Verein eine Kriegsspielgemeinschaft. Nach Kriegsende spielten die Byfanger in der Ruhrbezirksliga und wurden dort 1949 Vizemeister hinter dem TuS Essen-West. Ein Jahr später wurde die Mannschaft Meister und stieg in die Landesliga auf, die seinerzeit höchste Amateurliga war.
Nach einem dritten Platz in der Saison 1954/55 verpasste die Mannschaft 1956 die Qualifikation für die neu geschaffene Verbandsliga Niederrhein. Mit einem 5:1-Sieg am letzten Spieltag gegen den TuS Helene Essen schaffte die Mannschaft ein Jahr später den Sprung in die Verbandsliga, wo der SVB in der Aufstiegssaison 1957/58 mit Rang vier den sportlichen Zenit erreichte. In den folgenden Jahren reichte es nur noch zu Mittelmaß. Kurioser Höhepunkt der Ära war eine 6:9-Niederlage beim Homberger SV in der Saison 1959/60. Vier Jahre später ging es für den Verein erneut zurück in die Landesliga, wo die Byfanger 1966 erst nach einem Entscheidungsspielsieg gegen Preußen Steele die Klasse halten konnten. Sieben Jahre später stieg die Mannschaft als abgeschlagener Tabellenletzter in die Bezirksklasse ab. In der Saison 1975/76 gab der SVB noch einmal ein Comeback in der Landesliga.

## Persönlichkeiten
- Heinz Pliska
- Clemens Wientjes

## Nachfolgevereine

### SV Kupferdreh
Am 14. April 1978 fusionierte der SV Byfang mit dem VfR Kupferdreh zum SV 09/19 Kupferdreh. Gleich in der ersten Saison nach der Fusion gelang der Aufstieg in die Landesliga. Nach einem vierten Platz in der Aufstiegssaison 1979/80 mussten die Kupferdreher bereits 1982 wieder in die Bezirksliga absteigen. Drei Jahre später ging es hinunter in die Kreisliga, wo 1987 der Wiederaufstieg gelang. Auf Anhieb wurden die Kupferdreher Vizemeister, bevor es 1990 wieder hinunter in die Kreisliga ging. Es gelang der direkte Wiederaufstieg, bevor die Mannschaft 1997 erneut in die Kreisliga absteigen musste. Der nächste Aufstieg in die Bezirksliga gelang im Jahre 2002, dem zwei Jahre später der Aufstieg in die Landesliga folgte. Vier Jahre lang hielt sich die Mannschaft dort, ehe die Kupferdreher im Jahre 2009 nach zwei Abstiegen in Folge wieder in der Kreisliga A angekommen waren. Zwei Jahre später stieg die Mannschaft wieder in die Bezirksliga auf. Der SV Kupferdreh brachte mit Lukas Boeder einen späteren Profi hervor.

### SG Kupferdreh-Byfang
Am 1. Juli 2012 fusionierte der SV 09/19 Kupferdreh mit der DJK Borussia Byfang zur SG Kupferdreh-Byfang. Der Verein übernahm den Startplatz in der Bezirksliga, musste aber im Jahre 2014 wieder in die Kreisliga A absteigen. Nach zwei Vizemeisterschaften schafften die Kupferdreher im Jahre 2018 den Wiederaufstieg, nachdem sie das Entscheidungsspiel um den Aufstieg gegen die DJK Sportfreunde Katernberg mit 4:0 gewinnen konnten. Seit dem Abstieg im Jahre 2021 tritt die SG Kupferdreh-Byfang in der Kreisliga A an.
Die Heimspiele werden im Wilhelm-Haneke-Stadion ausgetragen, welches Platz für 5000 Zuschauer bietet. Es wird auf Kunstrasen gespielt. Die DJK Borussia Byfang brachte mit Sven Neuhaus einen späteren Profi hervor.